# 333 (số)

Con số 333 mang ý nghĩa thần số học

333 (ba trăm ba mươi ba) là một số tự nhiên ngay sau 332 và ngay trước 334.